# Aujac, Gard
Aujac là một xã ở tỉnh Gard ở miền nam nước Pháp. Xã này có diện tích 16,47 km², dân số năm 1999 là 166 người. Khu vực này có độ cao trung bình 500 mét trên mực nước biển.